# Le Samyn 2017
La Le Samyn 2017, quarantanovesima edizione della corsa, valevole come prova dell'UCI Europe Tour 2017 categoria 1.1, si svolse il 1º marzo 2017 per un percorso di 202,2 km, con partenza da Quaregnon ed arrivo a Dour, in Belgio. La vittoria fu appannaggio del belga Guillaume Van Keirsbulck, che completò il percorso in 4h35'55" alla media di 41,236 km/h, precedendo il lussemburghese Alex Kirsch e il connazionale Iljo Keisse.
Al traguardo di Dour furono 52 i ciclisti, dei 158 alla partenza, che portarono a termine la competizione.

## Squadre e corridori partecipanti
| N.    | Cod. | Squadra                     |
| ----- | ---- | --------------------------- |
| 1-8   | QST  | Quick-Step Floors           |
| 11-18 | LTS  | Lotto-Soudal                |
| 21-28 | TLJ  | Team Lotto NL-Jumbo         |
| 31-38 | COF  | Cofidis                     |
| 41-48 | FVC  | Fortuneo-Vital Concept      |
| 51-58 | ICA  | Israel Cycling Academy      |
| 61-68 | RNL  | Roompot-Nederlandse Loterij |
| 71-78 | WIL  | Veranda's Willems-Crelan    |
| 81-88 | SVB  | Sport Vlaanderen-Baloise    |
| 91-98 | WGG  | Wanty-Groupe Gobert         |

| N.      | Cod. | Squadra                        |
| ------- | ---- | ------------------------------ |
| 101-108 | WVA  | WB Veranclassic Aqua Protect   |
| 111-118 | LPC  | Leopard Pro Cycling            |
| 121-128 | ADT  | Armée de Terre                 |
| 131-138 | RLM  | Roubaix Lille Métropole        |
| 141-148 | SKT  | An Post-ChainReaction          |
| 151-158 | CIB  | Cibel-Cebon                    |
| 161-168 | AAS  | AGO-Aqua Service               |
| 171-178 | PCW  | T.Palm-Pôle Continental Wallon |
| 181-188 | PSV  | Pauwels Sauzen-Vastgoedservice |
| 191-198 | TIS  | Tarteletto-Isorex              |

## Ordine d'arrivo (Top 10)
| Pos. | Corridore                | Squadra       | Tempo    |
| ---- | ------------------------ | ------------- | -------- |
| 1    | Guillaume Van Keirsbulck | Wanty         | 4h35'55" |
| 2    | Alex Kirsch              | WB Verancl.   | s.t.     |
| 3    | Iljo Keisse              | Quick-Step    | a 11"    |
| 4    | Florian Sénéchal         | Cofidis       | s.t.     |
| 5    | Frederik Backaert        | Wanty         | s.t.     |
| 6    | Jesper Asselman          | Roompot       | s.t.     |
| 7    | Frederik Frison          | Lotto-Soudal  | s.t.     |
| 8    | Jos van Emden            | Lotto NL      | a 13"    |
| 9    | Bert Van Lerberghe       | Sport Vlaand. | a 35"    |
| 10   | Maximilian Schachmann    | Quick-Step    | a 52"    |